# Stauroteuthis gilchristi
Stauroteuthis gilchristi е вид октопод от семейство Cirroteuthidae.

## Разпространение и местообитание
Видът е разпространен в Аржентина, Намибия, Фолкландски острови, Чили, Южна Африка и Южна Джорджия и Южни Сандвичеви острови.
Среща се на дълбочина около 1389 m, при температура на водата около 0,4 °C и соленост 34,7 ‰.